# B.net
B.net je bio hrvatski telekom operater koji je nudio usluge fiksne telefonije, širokopojasnog pristupa internetu i televizijske usluge putem kabelske infrastrukture za privatni i poslovni segment korisnika. Nastao je spajanjem dvaju kabelskih koncesionara - DCM d.o.o. i Adriatic kabela d.o.o. u rujnu 2007. godine. Svojom je mrežom pokrivao područja Zagreba, Splita, Osijeka, Rijeke, Zadra i Velike gorice. Godine 2010. brojao je oko 118.000 korisnika s mogućnošću širenja na ukupno 241.650 kućanstva. Broj službe za korisnike bio je 0800 13 13.

## Ponuda paketa
- 1D paket - fiksna telefonija
- B.net superbrzi internet
- XCARNet internet
- 2D paket - internet + telefon
- 2D paket - internet + TV
- 2D paket - TV + telefon
- 3D paket - internet + TV + telefon

## Televizijska usluga
B.net je pružao televizijske usluge sa 160 kanala putem digitalnog i analognog signala u više paketa. Paketi koju su bili u ponudi su: Osnovni paket, Prošireni paket, Premium Sport paket, Glazbeni paket, Sportski paket, Extra Sportivo paket, Sportivo paket, Premium programi, Cinemax paket, Dječji paket, Nova Plus paket, Paket za odrasle, Talijanski paket, Informativni paket, HD Start paket i Balkanski paket.

## Prestanak rada
U kolovozu 2011. godine A1 (tadašnji Vipnet) preuzima potpuno vlasništvo nad B.netom koji djeluje kao poseban brand, a krajem kolovoza 2018. godine B.net je pripojen A1 brandu i kao takav prestaje postojati.

## Nagrade
Superbrands 2010. - Superbrands status je garancija kvalitetnog odabira te predstavlja jake i dugotrajne robne marke koje opravdavaju povjerenje kupaca